# Hermann Bilderbeck (Ratsherr)
Hermann Bilderbeck (* 1729 in Lübeck; † 1798 ebenda) war Kaufmann und Ratsherr der Hansestadt Lübeck.
Hermann Bilderbeck war Sohn des Ältermanns der Kaufleutekompagnie in Lübeck Martin Bilderbeck († 1757) und Enkel des Lübecker Ratsherrn Hermann Bilderbeke. Er begründete in Lübeck 1756 ein eigenes Handelsgeschäft. Als Kaufmann war er Mitglied der Kaufleutekompagnie und wurde 1771 deren Ältermann. 1783 wurde er auf Vorschlag der Kaufleutekompagnie in den Lübecker Rat erwählt. Er war bürgerlicher Vorsteher des Heiligen-Geist-Hospitals und blieb auch nach seiner Ratswahl als solcher in der Vorsteherschaft.
Er war verheiratet mit Katharina geb. Wessel, der Witwe des Bürgers Hermann Adolf Brüning († 1754). Der Lübecker Ratsherr Hermann Haartmann war sein Neffe.